# Pius Mlungisi Dlungwana
Pius Mlungisi Dlungwana (* 13. Oktober 1947 in Impendle, Südafrika) ist ein südafrikanischer Geistlicher und emeritierter römisch-katholischer Bischof von Mariannhill.

## Leben
Pius Mlungisi Dlungwana empfing am 5. Juli 1976 das Sakrament der Priesterweihe für das Bistum Mariannhill.
Am 2. Juni 2000 ernannte ihn Papst Johannes Paul II. zum Titularbischof von Altinum und bestellte ihn zum Weihbischof in Mariannhill. Der Bischof von Mariannhill, Paul Themba Mngoma, spendete ihm am 6. August desselben Jahres die Bischofsweihe; Mitkonsekratoren waren der Erzbischof von Durban, Wilfrid Fox Napier OFM, und der Bischof von Eshowe, Mansuet Dela Biyase OMI. Am 3. Juni 2006 ernannte ihn Papst Benedikt XVI. zum Bischof von Mariannhill.
Papst Franziskus nahm am 13. Oktober 2022 seinen altersbedingten Rücktritt an.